# Energie nucleară
Energia nucleară, numită și energie atomică, este definită ca energia eliberată  în procesele care implică nucleul atomic.
Energia nucleară este eliberată prin reacții nucleare de fisiune și de fuziune sau prin dezintegrare radioactivă.
Sursele de energie nucleară ridică însă și probleme de poluare a mediului, deoarece stocarea acestora trebuie făcută în depozite geologice săpate în straturi de rocă la adâncimi foarte mari sau în adâncul mărilor și oceanelor. Acestea sunt însă soluții temporare, deoarece în urma încălzirii puternice determinate de dezintegrarea radioactivă a deșeurilor nucleare, materialul din care sunt confecționate containerele de depozitare se pot deteriora cu timpul, contaminând solul și apele.

## Aplicațiile energiei nucleare
Energia nucleară are multiple aplicații ce pot fi sistematizate astfel:

### Aplicații militare
- Arma nucleară
- Propulsia nucleară (submarine, portavioane etc.)

### Aplicații civile
- Centrale termice
- Producerea de energie electrică și/sau termică (termoficare, căldură de proces)
- Utilizarea radioizotopilor și a radiațiilor nucleare (alfa, beta și gama) în agricultură și industria alimentară, medicină (diagnostic și tratamentul cancerului), industrie (gamagrafie, detectori, trasori, etc), cercetarea științifică (trasori, datare, poluarea mediului, etc).

Industriile care utilizează radioizotopi și radiații nucleare sunt:
- Industria automobilelor, la testarea calității oțelurilor
- Aviație, la detectarea defectelor la motoarele cu reacție
- Mine și petrol, la identificarea și evaluarea cantităților de petrol, gaze naturale și minereuri
- Industria ambalajelor, la măsurarea grosimii tablei de aluminiu pentru doze
- Industria construcțiilor, la detectarea defectelor în suduri
- Construcții de autostrăzi, la măsurarea densității straturilor de material